# Rafael Baena González
Rafael Baena González  (Estepa, Sevilla, 7. studenoga 1982.) je španjolski rukometaš. Igra na poziciji kružnog napadača. Španjolski je reprezentativac. Trenutačno igra za španjolski klub Antequeru. Još je igrao za Estepu, Dos Hermanas i Palma del Río.

## Vanjske poveznice
- Profil auf der Vereinshomepage www.balonmanoantequera.com